# Michael Sorrentino

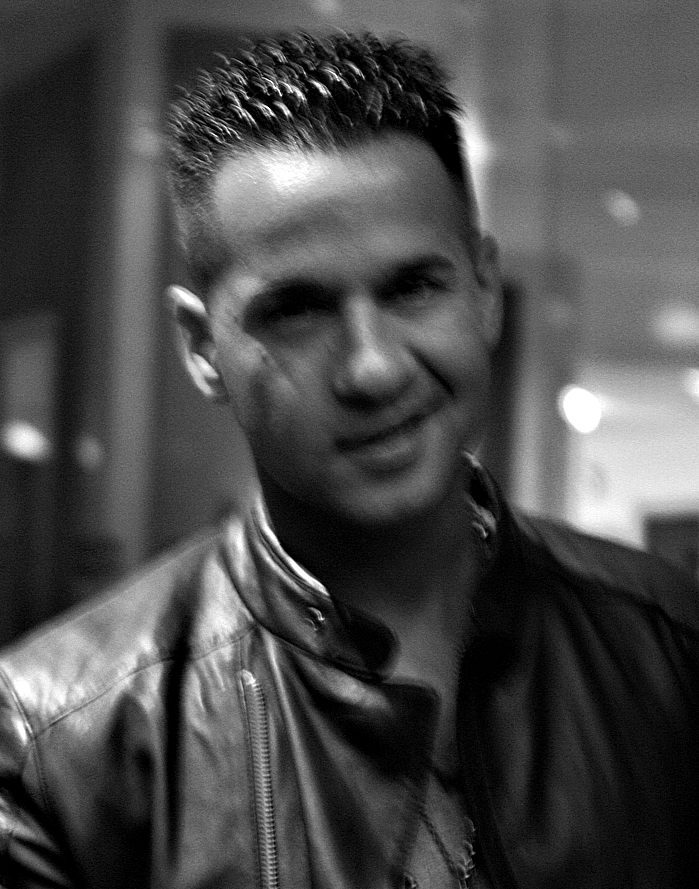
Michael Sorrentino (2012)

Michael Sorrentino (* 4. Juli 1982), auch bekannt als The Situation, ist ein US-amerikanischer Fernseh-Schauspieler. Er nahm an allen sechs Staffeln der MTV-Reality-Show Jersey Shore teil. Die Sendung wurde von Dezember 2009 bis zur letzten Folge im Dezember 2012 ausgestrahlt.

## Karriere
Sorrentino war Teil der Hauptbesetzung von Jersey Shore seit dem Beginn der Serie im Jahr 2009. Seitdem war er Gast zahlreicher TV-Shows, wie The Howard Stern Show, The Tonight Show with Conan O’Brien, The Jay Leno Show, Lopez Tonight, SportsNation, Chelsea Lately, The Ellen DeGeneres Show und Conan.
Zudem trat er in der elften Staffel von Dancing with the Stars auf, schied jedoch in der vierten Woche aus. Sorrentinos Partnerin war Karina Smirnoff. Mit Bristol Palin war Sorrentino 2010 in einer Werbung der Candie’s Foundation zu sehen. Die Werbung war Teil der Kampagne Pause Before You Play und diente dazu, Schwangerschaften von Teenagern zu verhindern. Sorrentino übernahm die Rolle als eines der Jurymitglieder in der Talentshow Random Talent von YOBI.tv. Der Name der Show wurde später zu New Stage geändert, nach dem gleichnamigen Titelsong von Co-Star Mykell.
Die Einnahmen Sorrentinos lagen 2010 bei mehr als 5 Millionen US-Dollar, was dem zweithöchsten Einkommen eines Reality-TV-Stars entspricht; lediglich Kim Kardashian verdiente besser.
Im März 2011 war Sorrentino Teil des Comedy Central Roast von Donald Trump. Später im August setzten sich Abercrombie & Fitch mit Sorrentino in Verbindung und baten ihn, ihre Kleidung gegen eine hohe Entschädigung nicht mehr zu tragen. Sie argumentierten, dass Sorrentino das Image der Marke ruiniere. Im November 2011 klagte Sorrentino vor Gericht gegen A&F, nachdem die Marke Hemden mit der Aufschrift „The Fitchuation“ und „GTL…You Know The Deal“ verkaufte. Am 22. Februar 2012 spielte Sorrentino in einer Nebenrolle in ABCs Suburgatory. Im Juni 2012 nahm er an Fox’ Datingshow The Choice teil. Am 15. August 2012 wurde er einer der Mitbewohner in der zehnten Staffel von Celebrity Big Brother auf Channel 5 und belegte am 7. September 2012 den vierten Platz im Finale der Show. Im Oktober 2012 machte er in einer PETA-Werbekampagne mit, die sich für die Sterilisierung von Haustieren einsetzte. 2014 erschien Sorrentino in einer Reality-Show, die von dem TVGN Network ausgestrahlt wurde. 2015 nahm er mit seiner Partnerin Lauren Pesce an der fünften Staffel von Marriage Boot Camp: Reality Stars teil. 2016 machte Sorrentino bei der neunten Staffel von Worst Cooks in America mit. Im April 2017 erschien er mit seinen Brüdern Marc und Frank bei We TVs Marriage Boot Camp: Reality Stars Family Edition.
2018 wurde bestätigt, dass es eine Neuauflage von Jersey Shore mit dem Namen Jersey Shore: Family Vacation geben werde. Die Show soll auf MTV ausgestrahlt werden und Sorrentino unter den Hauptbesetzungen sein.

## Privatleben
Am Brookdale Community College erhielt Sorrentino seinen Abschluss. Zudem besuchte er die Kean University und die Monmouth University. Sorrentino arbeitete als Assistent-Manager in einem Fitnessstudio in Staten Island. Mit 25 war er jedoch arbeitslos und fing an als Unterwäschemodel zu arbeiten. Sein älterer Bruder Marc arbeitet als sein Manager und Partner bei MPS Entertainment. Außerdem hat er noch eine jüngere Schwester namens Melissa und einen älteren Bruder namens Frank.
Am 21. März 2012 bestätigte Sorrentino, dass er sich in eine Rehabilitationsklinik hat einweisen lassen. Der Grund dafür war, dass er mit seiner Sucht nach dem verschreibungspflichtigen Medikament Oxycodon klarkommen wollte. Er verließ das Cirque Lodge Therapiezentrum in Utah am 4. April 2012. Lauren Pesce war mit Sorrentino von 2004 bis 2007 zusammen. Sie kamen später wieder zusammen und verkündeten am 26. April 2018, dass sie verlobt seien. Sie heirateten am 1. November 2018.

### Juristische Probleme
Sorrentino wurde am 17. Juni 2014 wegen einer Schlägerei in einem Sonnenstudio in Middletown Township, New Jersey verhaftet. Im September 2014 wurde er wegen Steuerhinterziehung angezeigt. Er hatte angeblich Steuern in Höhe von 8,9 Millionen US-Dollar nicht gezahlt. S corporations, eine Firma, die von Sorrentino und seinem älteren Bruder Marc gegründet wurde, hatte für private Ausgaben gezahlt und nicht die Einnahmen angegeben. Weitere Klagen wurden im April 2017 gegen Sorrentino und seinen Bruder Marc erhoben. Ihnen wurde vorgeworfen, dass sie Geldwäsche betrieben hätten, um weniger Steuern zahlen zu müssen.
Sorrentino bekannte sich am 19. Januar 2018 der Steuervermeidung schuldig. Diese Entscheidung war Teil einer Vereinbarung mit dem Staatsanwalt für eine mildere Strafe. Am 5. Oktober 2018 wurde Sorrentino im United States District Court of New Jersey in Newark zu 8 Monaten Freiheitsstrafe, 2 Jahren Bewährung und 500 Sozialstunden verurteilt. Am 22. Oktober wurde Sorrentinos Haftstrafe von der United-States-District-Richterin Susan Wigenton bis zum 19. Januar 2019 oder so lange, wie die Gefängnisbehörde es bestimmt, verlängert. Die Gefängnisbehörde entscheidet über den Standort.

## Filmografie
| Jahr       | Programme                                        | Rolle           | Anmerkungen                |
| ---------- | ------------------------------------------------ | --------------- | -------------------------- |
| 2009–12    | Jersey Shore                                     | Als sich selbst | Hauptbesetzung             |
| 2010       | Dancing with the Stars                           | Als sich selbst | Teilnehmer (neunter Platz) |
| 2011       | New Stage                                        | Angel Adonis    |                            |
| 2011       | The Roast of Donald Trump                        | Als sich selbst | Roaster                    |
| 2012       | Suburgatory                                      | D.J.            |                            |
| 2012       | Celebrity Big Brother                            | Als sich selbst | Mitbewohner(vierter Platz) |
| 2012       | The Three Stooges                                | Als sich selbst |                            |
| 2012       | The Choice                                       | Als sich selbst |                            |
| 2014       | The Sorrentinos                                  | Als sich selbst |                            |
| 2015       | Marriage Boot Camp: Reality Stars                | Als sich selbst |                            |
| 2016       | Worst Cooks in America: Celebrity Edition        | Als sich selbst | Teilnehmer                 |
| 2017       | Marriage Boot Camp: Reality Stars Family Edition | Als sich selbst |                            |
| 2018–Heute | Jersey Shore: Family Vacation                    | Als sich selbst | Hauptbesetzung             |